# Karl-Heinz Schulze

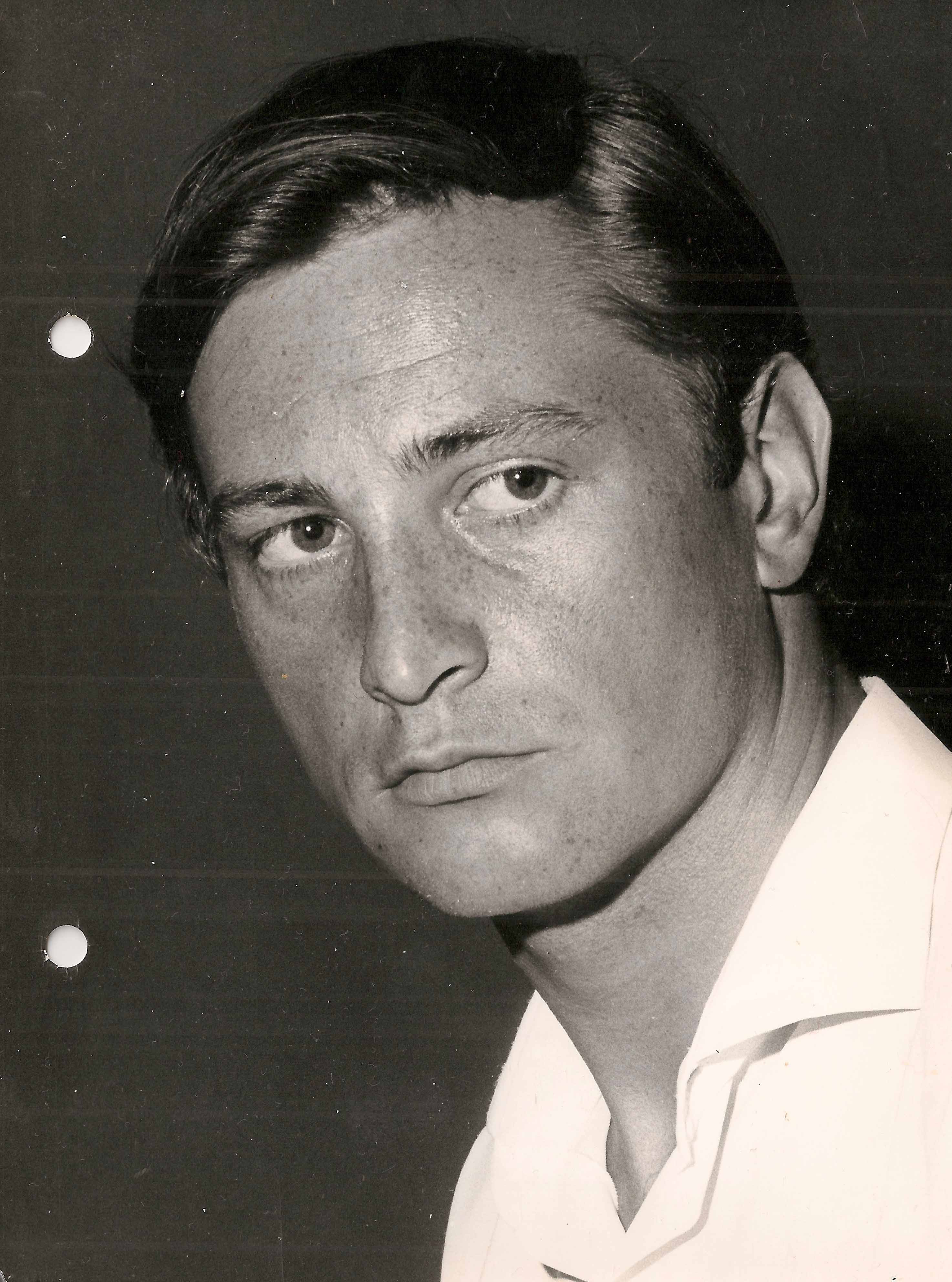
Karl-Heinz Schulze 1966

Karl-Heinz Schulze (* 15. Oktober 1937 in Halle (Saale)) ist ein deutscher Schauspieler und ehemaliger Nachtclub-Betreiber.

## Leben
Karl-Heinz Schulze wuchs in Rathenow auf. Nach der Trennung der Eltern zog seine Mutter Marie, geb. Wadepuhl, 1945 mit ihm nach Berlin. Als Geschäftsleiterin des Mercedes-Palastes ließ sie ihn bei der Durchführung der Bühnenschau mithelfen, die als Vorprogramm vor den Filmvorführungen stattfand.
Über Fritz Langs Regieassistenten Frank Winterstein, Sohn des Kameramanns Willy Winterstein, kam Schulze 1959 zum Film, wo er neben einer Ausbildung zum Industriefotografen als Komparse arbeitete. Er nahm privat Schauspielunterricht bei Marlise Ludwig, lernte schließlich an der Fritz-Kirchhoff-Schule und legte 1966 vor Ludwig Körner und Hans Söhnker bei der Deutschen Bühnengenossenschaft die Schauspielprüfung ab. Schulze arbeitete als Sprecher für den RIAS-Schulfunk und übernahm Synchronrollen für die Arca-Filmproduktion und die Berliner Synchron unter Wenzel Lüdecke, sowie Werbedrehs für die Tolirag und Thurnau-Film unter Karl Anton. Schulze war auch das Werbegesicht in Beatles-Frisur der Berliner-Kindl-Werbung 1965, die Harun Farocki in seinem Film Jeder ein Berliner Kindl künstlerisch seziert.
Vereinzelt trat Karl-Heinz Schulze im Fernsehen auf, zum Beispiel in den Zweiteilern Rasputin und Anastasia von Robert Adolf Stemmle. Für die Spielzeit 1967/68 war er am Westfälischen Landestheater festangestellt. Danach folgten Stückverträge am Stadttheater Heilbronn.
1972 eröffnete Karl-Heinz Schulze mit seinem damaligen Lebenspartner Axel Andree in einer ehemaligen Bäckerei in Berlin-Schöneberg das Nachtlokal Club David, einen Treffpunkt für Homosexuelle, der unter dem Namen Blue Boy Bar, später Toy Boy Bar und schließlich Rastlos bis heute fortbesteht. Einen schweren Raubüberfall überlebte Schulze mit gebrochener Nase und einem kaputten Auge. Trotz einer dreijährigen Haftstrafe für die Täter kam es zu wiederholten Morddrohungen, die Schulze schließlich dazu brachten, das Lokal zu verkaufen.
Ab 1975 wohnte er in Portugal. Dort eröffnete ein Lokal Charlys Pub in Vilamoura, lebte später vom Ausbau und Verkauf von Landhäusern, und führte zuletzt einen Lampenladen Se... Iluminação in Loulé.
Seit 2004 ist Schulze ein Mieter des Berliner Excelsiorhauses und wird als solcher im Dokumentarfilm Berlin Excelsior von Erik Lemke und André Krummel porträtiert. In Schauspielrollen ist er seit 2012 wieder auf der Leinwand zu sehen, so zum Beispiel in Uns geht es gut von Henri Steinmetz an der Seite von Angela Winkler, mit der er bereits 1967 am Westfälischen Landestheater in Endlich starten sie von Karl Wittlinger zusammenspielte.

## Filmografie
- 1962: Axel Munthe – Der Arzt von San Michele
- 1966: Rasputin (TV-Zweiteiler)
- 1967: Anastasia (TV-Zweiteiler)
- 2015: Uns geht es gut
- 2016: Baby Bitchka
- 2016: Datsche
- 2017: Berlin Excelsior

## Hörspiele (Auswahl)
- 1967: Thornton Wilder: Wir sind noch einmal davongekommen – Regie: Ludwig Cremer (Hörspielbearbeitung – RIAS Berlin)

## Theater
- 1966/67: Aschenputtel (Prinz) – Regie: Wolfgang Krebs (Nordhessische Landesbühne, Bad Hersfeld)
- 1967/68: William Shakespeare: Was ihr wollt (Sebastian) – Regie: Klaus Boltze (Westfälisches Landestheater)
- 1967/68: Wolfgang Hildesheimer: Pastorale oder Die Zeit für Kakao (Abel Asbach) – Regie: Wolfgang Swaczynna (Westfälisches Landestheater)
- 1967/68: Karl Wittlinger: Endlich starten sie (Sven) – Regie: Volker Jeck (Westfälisches Landestheater)
- 1967/68: George Bernard Shaw: Helden (Sergius) – Regie: Wolfgang Swaczynna (Westfälisches Landestheater)
- 1969: Nikolai Wassiljewitsch Gogol: Der Revisor (Iwan Kusmitsch Schpekin) – Regie: Georg Hahn (Stadttheater Heilbronn)
- 1969: William Shakespeare: König Lear (Herzog von Cornwall) – Regie: Walter Bison (Stadttheater Heilbronn)